# Метродепо „Обеля“
Метродепо „Обеля“ е депо, обслужващо Софийското метро.
В него се съхраняват, поддържат и ремонтират метровлаковете от първи и втори метродиаметър. Трети метродиаметър се обслужва от депо „Земляне“.
Изграждането на депо „Обеля“ започва през края на 80-те години на 20 век. Въведено е в експоатация заедно с първите 5 станции на метрото на 28 януари 1998 г.
В периода 2010 – 2012 г. депото е ремонтирано и модернизирано.